# Piper Laurie
Pour les articles homonymes, voir Rosetta et Laurie.
Piper Laurie est une actrice américaine, née le 22 janvier 1932 à Détroit (Michigan) et morte le 14 octobre 2023 à Los Angeles (Californie).

## Biographie

### Jeunesse
De son vrai nom Rosetta Jacobs, elle naît le 22 janvier 1932 à Detroit au Michigan,, d'Alfred Jacobs, marchand de meubles, et Charlotte Sadie Alperin. Ses grands-parents sont des immigrés juifs de Pologne du côté de son père et de Russie du côté de sa mère. La famille déménage à Los Angeles en Californie en 1938. Elle étudie à l'école hébraïque. Pour combattre sa timidité, ses parents lui donnent des leçons hebdomadaires d'élocution.

### Carrière

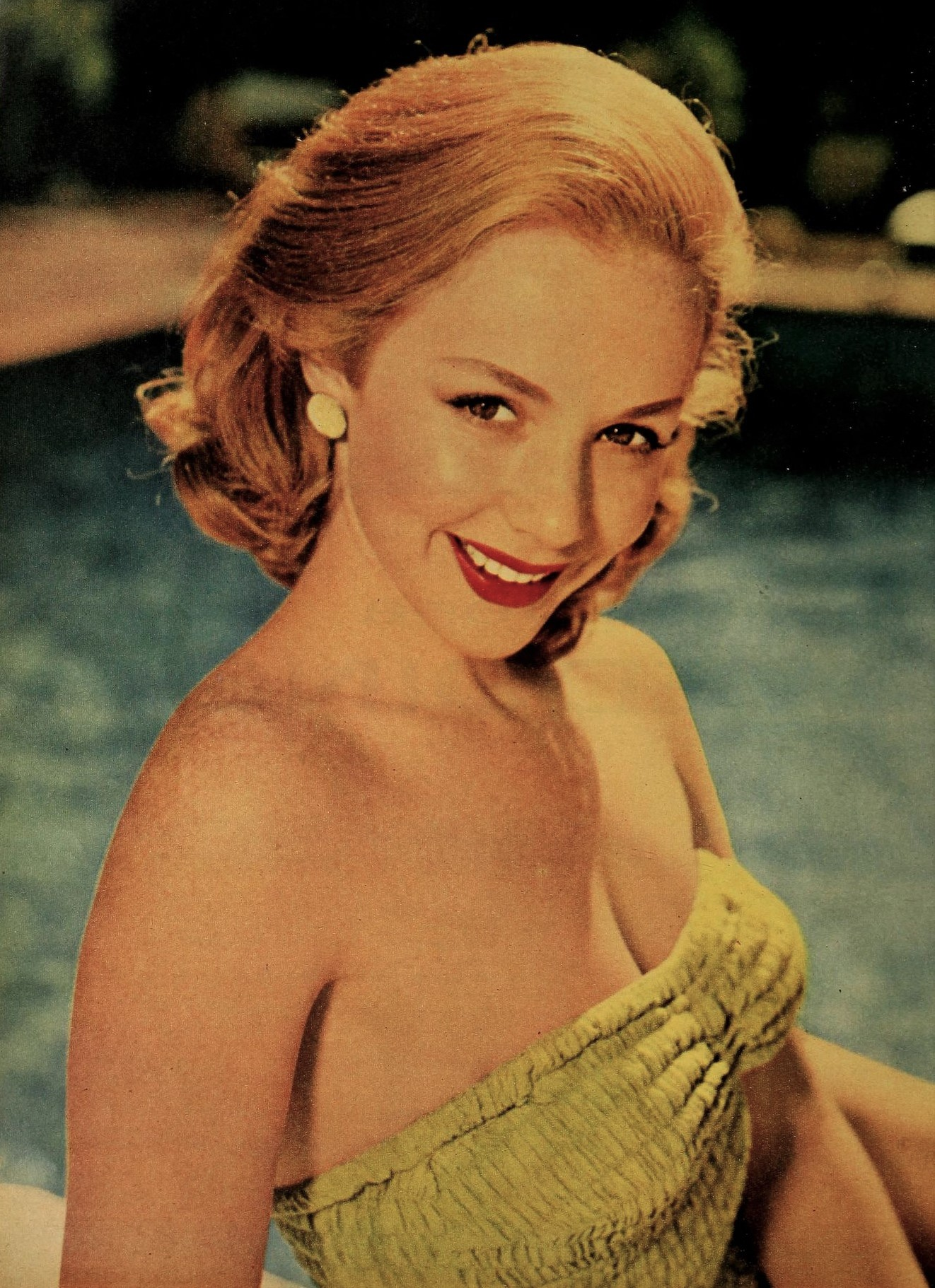
Piper Laurie

En 1949, elle signe un contrat avec les studios Universal, et prend le nom de scène de Piper Laurie. Elle y côtoie d'autres acteurs alors inconnus dont Julie Adams et Rock Hudson. Elle fait ses débuts à l'écran dans Louise aux côtés de Ronald Reagan qu'elle fréquente avant qu'il n'épouse Nancy Reagan mais reste cantonnée à des rôles mineurs.
Découragée, elle s'installe à New York pour étudier le travail de scène et la télévision . Elle revient à Hollywood pour un rôle principal avec Paul Newman dans L'Arnaqueur , sorti en 1961, et reçoit une nomination à l'Oscar de la meilleure actrice.
En 1976, elle joue le rôle de la mère de Carrie dans Carrie au bal du diable et reçoit une nomination aux Oscars comme meilleure actrice dans un second rôle.
En 1990-91, elle incarne Catherine Packard Martell dans la série Twin Peaks. Elle apparaît ensuite dans Other People's Money avec Gregory Peck, dans le premier film d'horreur américain de Dario Argento Trauma (1993). Elle joue la mère de George Clooney dans la série Urgences. En 1998, elle est dans le thriller The Faculty de Robert Rodriguez.

### Mort
Piper Laurie meurt le 14 octobre 2023 dans la ville de Los Angeles à l'âge de 91 ans,.

## Filmographie
- 1950 : Louise de Alexander Hall : Cathy Norton
- 1950 : The Milkman de Charles Barton : Chris Abbott
- 1951 : Francis aux courses de Arthur Lubin : Frances Travers
- 1951 : Le Voleur de Tanger de Rudolph Maté : Tina
- 1952 : No Room for the Groom (en) de Douglas Sirk : Lee Kingshead
- 1952 : Qui donc a vu ma belle ? de Douglas Sirk : Millicent Blaisdell
- 1952 : Le Fils d'Ali Baba de Kurt Neumann : Princesse Azura de Fez (Kiki)
- 1953 : Le Gentilhomme de la Louisiane de Rudolph Maté : Angélique Dureau
- 1953 : La Légende de l'épée magique de Nathan Juran : Princesse Khairuzan
- 1954 : Mission périlleuse de Louis King : Louise Graham
- 1954 : Les Bolides de l'enfer de George Sherman : Liz Fielding
- 1954 : Vengeance à l'aube (Dawn at Socorro) de George Sherman : Rannah Hayes
- 1955 : Le Fleuve de la dernière chance de Jerry Hopper : Laura Evans
- 1955 : La Danseuse et le Milliardaire d'Edward Buzzell : Sarah Bernhardt Hatfield
- 1957 : Kelly et moi de Robert Z. Leonard : Mina Van Runkel
- 1957 : Femmes coupables de Robert Wise : Delia Leslie
- 1961 : L'Arnaqueur de Robert Rossen : Sarah Packard
- 1976 : Carrie au bal du diable de Brian De Palma : Margaret White
- 1976 : The Woman Rebel de Francis Gladstone : Margaret Sanger
- 1977 : Ruby de Curtis Harrington : Ruby Claire
- 1979 : Tim de Michael Pate : Mary Horton
- 1985 : Oz, un monde extraordinaire de Walter Murch : tante Em
- 1986 : Les Enfants du silence de Randa Haines : Mrs. Norman
- 1987 : Machinations de Armand Mastroianni : Margot Caldwell
- 1988 : Rendez-vous avec la mort de Michael Winner : Emily Boynton
- 1988 : Le Tigre (Tiger Warsaw) de Amin Q. Chaudhri : Frances Warsaw
- 1989 : Mother, Mother (court métrage) : Martha Cousins
- 1989 : Dream a Little Dream de Marc Rocco : Gena Ettinger
- 1991 : Larry le liquidateur de Norman Jewison : Bea Sullivan
- 1992 : Storyville de Mark Frost : Constance Fowler
- 1993 : L'Amour en trop de Bruce Beresford : Vera Delmage
- 1993 : Trauma de Dario  Argento : Adriana Petrescu
- 1993 : Deux drôles d'oiseaux (Wrestling Ernest Hemingway) de Randa Haines : Georgia
- 1995 : The Grass Harp  de Charles Matthau: Dolly Talbo
- 1995 : Crossing Guard de Sean Penn : Helen Booth
- 1997 : St. Patrick's Day de Hope Perello : Mary Pat Donnelly-McDonough
- 1998 : The Faculty de Robert Rodriguez : Mrs. Karen Olson
- 1999 : Palmer's Pick Up de Christopher Coppola : l'Évangéliste à la radio
- 1999 : The Mao Game : Ida Highland
- 2004 : Folles Funérailles de Michael Clancy : Charlotte Collins
- 2006 : The Dead Girl de Karen Moncrieff : la mère d'Arden
- 2007 : Hounddog de Deborah Kampmeier : Grammie
- 2011 : Hesher de Spencer Susser : Madeleine Forney
- 2012 : Bad Blood de Conrad Janis : Millie Lathrop
- 2018 : Undercover : Une histoire vraie (White Boy Rick) de Yann Demange : Verna Wershe
- 2018 : Snapshots de Melanie Mayron : Rose Muller

### Télévision

#### Téléfilms
- 1956 : General Electric Theater : The Road That Led Afar : Phoebe Durkin
- 1956 : The Ninth Day
- 1957 : Studio One : The Deaf Heart
- 1958 : Playhouse 90 : Days of Wine and Roses
- 1977 : In the Matter of Karen Ann Quinlan  : Julie Quinlan
- 1978 : Rainbow : Ethel Gumm
- 1981 : Le Bunker : Magda Goebbels
- 1981 : Macbeth : Lady Macbeth
- 1982 : Mae West : Matilda West
- 1985 : Love, Mary : Christine Groda
- 1985 : Toughlove  : Darlene Marsh
- 1986 : Promise : Annie Gilbert
- 1988 : La Délivrance (Go Toward the Light) : Margo
- 1993 : Lies and Lullabies : Margaret Kinsey
- 1994 : Shadows of Desire (en) : Ellis Snow
- 1995 : Ma fille en danger : la juge Edna Burton
- 1996 : Voyage à Galveston : Wanda Kirkman
- 1996 : In the Blink of an Eye : Kay Trafero
- 1997 : Intensity : Miriam Braynard
- 1997 : Alone : Lillie Dawson
- 1997 : A Christmas Memory : Jennie
- 1999 : Inherit the Wind (en) : Sarah Brady
- 2000 : Possessed : la tante Hanna
- 2001 : Une vie pour une vie (Midwives) : Cheryl Visco
- 2001 : The Last Brickmaker in America : Mrs. Potter

#### Séries télévisées
- 1980 : Skag (en) : Jo Skagska (6 épisodes)
- 1983 : Les oiseaux se cachent pour mourir : Anne Mueller
- 1983 : Hôpital St Elsewhere : Fran Singleton (3 épisodes)
- 1985 : Arabesque, épisode Meurtre dans l'oasis (1.21) : Peggy Shannon
- 1985 : Tender Is the Night : Elsie Speers
- 1990 : Twin Peaks : Catherine Packard Martell
- 1994 : Traps : Cora Trapchek (5 épisodes)
- 1995–1996 : Urgences : Sarah Ross (2 épisodes)
- 1999 : Will et Grace, épisode Retour aux sources (2.21) : Sharon
- 1999 : Frasier, épisode Docteur Jekyll (6.20) : Mrs. Mulhern
- 2001 : New York, unité spéciale (saison 3, épisode 9) : Dorothy Rudd
- 2004 : Dead Like Me (saison 2, épisode 12) : Nina Rommey
- 2005 : Cold Case : Affaires classées (saison 2, épisode 22) : Rose Collins âgée

## Distinctions

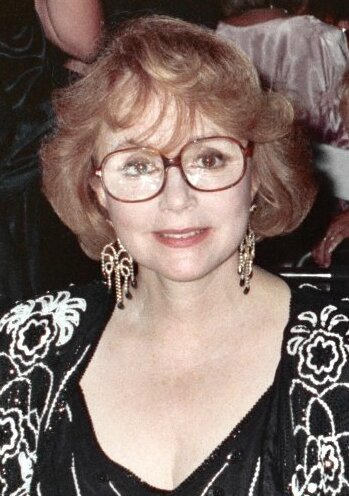
Piper Laurie en 1990.

### Récompenses
- Hasty Pudding Theatricals 1962 : Femme de l'année

- Primetime Emmy Awards 1987 : meilleure actrice dans un second rôle dans une série, mini-série ou téléfilm pour Promise

- Golden Globes 1991 : meilleure actrice dans un second rôle dans une série, mini-série ou téléfilm pour Twin Peaks

- Southeastern Film Critics Association Awards 1996 : meilleure actrice dans un second rôle pour The Grass Harp

- Seattle International Film Festival Awards 1999 : meilleure actrice pour The Mao Game

- Los Angeles IFS Film Festival Awards 2018 : meilleure actrice pour Snapshots
- RiverRun International Film Festival Awards 2018 : Master of Cinema Award

### Nominations
- Primetime Emmy Awards 1958 : meilleure actrice pour Studio One, épisode The Deaf Heart

- Primetime Emmy Awards 1959 : meilleure actrice pour Playhouse 90, épisode Days of Wine and Roses

- New York Film Critics Circle Awards 1961 : meilleure actrice pour L'Arnaqueur

- BAFA 1962 : meilleure actrice étrangère pour L'Arnaqueur
- Oscars 1962 : Meilleure actrice pour L'Arnaqueur

- Golden Globes 1977 : meilleure actrice dans un second rôle pour Carrie au bal du diable
- Oscars 1977 : meilleure actrice dans un second rôle pour Carrie au bal du diable

- Primetime Emmy Awards 1981 : meilleure actrice dans une mini-série ou un téléfilm pour Le Bunker

- Primetime Emmy Awards 1983 : meilleure actrice dans une mini-série ou un téléfilm pour Les oiseaux se cachent pour mourir

- Golden Globes 1984 : meilleure actrice dans un second rôle  dans une série, mini-série ou téléfilm pour Les oiseaux se cachent pour mourir
- Primetime Emmy Awards 1984 : meilleure actrice dans un second rôle dans une série dramatique pour Hôpital St Elsewhere

- Golden Globes 1987 : meilleure actrice dans un second rôle dans une série, mini-série ou téléfilm pour  Promise
- Oscars 1987 : meilleure actrice dans un second rôle pour Les Enfants du silence

- Primetime Emmy Awards 1990 : meilleure actrice dans une série dramatique pour  Twin Peaks

- Primetime Emmy Awards 1991 : meilleure actrice dans un second rôle dans une série dramatique pour  Twin Peaks

- Fangoria Chainsaw Awards 1994 : meilleure actrice dans un second rôle pour Trauma

- Primetime Emmy Awards 1999 : meilleure actrice invitée dans une série comique pour Frasier, épisode Dr. Nora